# Rodolfo Acosta R.
Pour les articles homonymes, voir Acosta et Rodolfo Acosta.
Rodolfo Acosta R, né à Bogota le 2 novembre 1970, est un compositeur, interprète, improvisateur et pédagogue colombien.

## Biographie
Rodolfo Acosta a étudié la théorie et la composition musicales en Colombie, en Uruguay, en France, aux États-Unis, au Mexique et aux Pays-Bas, dans des institutions telles que le GMEB[Quoi ?], la Fondation Royaumont, STEIM[Quoi ?] et le Berklee College of Music. Parmi ses professeurs les plus influents figurent Coriún Aharonián, Graciela Paraskevaídis, Klaus Huber et Brian Ferneyhough.
La musique de Rodolfo Acosta a reçu plusieurs prix et reconnaissances nationales et internationales. Sa musique a été jouée dans une trentaine de pays des Amériques, Europe et Asie, a été publiée en partition par la revue El Mercurio, par Matiz Rangel Editores, par le Ministère de la Culture de Colombie et par l'Université Distrital Francisco José de Caldas, et en disque compact par l'Éditorial Musical Sur, ACMÉ (Association Colombienne de Musique Électroacoustique), Quindecim Recordings, IDCT (Institut Distrital de Culture et Tourisme), l'Alliance Colombo-Française, l'Université Distrital Francisco José de Caldas et le Secrétariat de Culture, Récréation et Sports, le Ministère de Culture de la Colombie, La Distritofónica, CCMC (Cercle Colombien de Musique Contemporaine), ainsi que par des productions indépendantes,.
Rodolfo Acosta est membre fondateur du Cercle Colombien de Musique Contemporaine (CCMC), une association à but non lucratif consacrée à la promotion et développement de la musique contemporaine en Colombie,,.
Il est fondateur et directeur de l'Ensamble CG, un ensemble de chambre créé en 1995, qui est consacré à l'interprétation de répertoire contemporain, avec un accent spécial en musique latino-américaine. Il est également fondateur et directeur de l'EMCA (Ensamble de Musique contemporaine de la ASAB). Depuis 1990 il est activement impliqué dans la scène d'improvisation expérimentale à Bogota. Les projets à long terme dans ce champ comprennent Tangram et, plus récemment, le BOI (orchestre d'improvisateurs de Bogota).
Il est professeur de musique à l'École d'Arts ASAB de l'Université Distrital, ainsi que dans l'École de Musique de l'Université Centrale, les deux à Bogota. De la même manière, il s'enseigne dans la Maîtrise en Littérature et des Études Musicales de l'Institut Mexicain / nord-américaine de Relations Culturelles en Monterrey, le Mexique. Ses principaux champs d'intérêt dans l'enseignement sont: composition, histoire, théorie et analyse, ainsi que l'interprétation de la musique contemporaine et expérimentale. Il a été professeur et conferenciante dans ces champs à des différentes universités et conservatorios[Quoi ?] de toute l'Amérique et l'Europe.
En 2019, la Salle de Concerts de la Bibliothèque Luis Angel Arango à Bogota, avec le soutien du Banc de la République de la Colombie, lui a consacré un concert monographique, dans le cadre de la série « Portraits d'un compositeur ».